# Ebrei iraniani
La comunità ebraica in Iran è riconosciuta ufficialmente come gruppo di minoranza religiosa da parte del governo, e, come per gli zoroastriani, a loro è stato assegnato un seggio nel parlamento iraniano. Siamak Moresadegh è il membro ebreo del parlamento, in sostituzione di Maurice Motamed dopo le elezioni del 2008. Nel 2000, l'ex deputato ebreo Manuchehr Eliasi stimò che a quel tempo vi erano circa 30.000-35.000 ebrei in Iran, adesso ve ne sarebbero all'incirca 25.000. Dopo Israele è la seconda comunità ebraica più grande in Medio Oriente.
Oggi Teheran ha 11 sinagoghe, molte delle quali con le scuole ebraiche. Gli ebrei dispongono di due ristoranti kosher, una casa di riposo e un cimitero. C'è una biblioteca ebraica con 20.000 libri. Gli ebrei iraniani hanno il loro giornale (chiamato "Ofogh-e-Bina"). Ci sono studiosi ebrei che effettuano ricerche sull'ebraismo a Teheran nella "Biblioteca Centrale dell'associazione ebraica". L'ospedale ebraico "Dr. Sapir" è il più grande ospedale dell'Iran grazie alle donazioni di tutte le comunità delle minoranze religiose del Paese. Ma, la maggior parte dei suoi pazienti e del personale sono musulmani.
Il rabbino capo Yousef Hamadani Cohen è l'attuale leader spirituale della comunità ebraica in Iran. Nell'agosto del 2000, il rabbino capo Cohen si è incontrato, per la prima volta dalla Rivoluzione islamica, con l'allora presidente iraniano Mohammad Khatami. E nel 2003, ha reincontrato il presidente Khatami in una sinagoga, è stata la prima volta che un presidente iraniano aveva visitato una sinagoga dopo la Rivoluzione islamica. Haroun Yashayaei è il presidente del comitato ebraico di Teheran e capo della comunità ebraica in Iran. Il 26 gennaio 2007, Yashayaei ha inviato una lettera al presidente Mahmoud Ahmadinejad riguardante i commenti verso la negazione dell'Olocausto portate all'attenzione dei media di tutto il mondo.
Gli ebrei in Iran sono noti per alcune professioni, come la fabbricazione di gioielli d'oro e d'antiquariato, tessuti e tappeti.

## Condizioni di vita

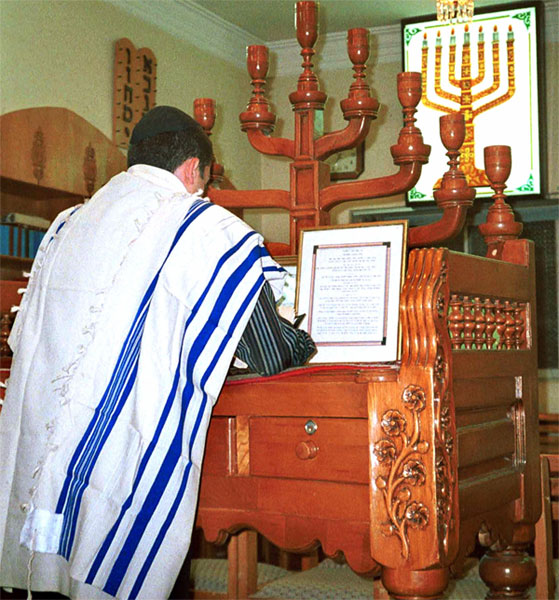
Un ebreo iraniano prega nella sinagoga di Shiraz in Iran.

La Costituzione dell'Iran dice che gli ebrei sono uguali ai musulmani. L'ayatollah Khomeini ha visitato alcuni membri della comunità ebraica e ha emesso un decreto che ordina di proteggere l'ebraismo e le altre religioni non musulmane. Gli ebrei hanno il diritto di auto-amministrazione e un membro tra i 290 parlamentari iraniani è eletto dai soli ebrei. I riti di sepoltura ebraica e le leggi sul divorzio sono accettati dai tribunali islamici. L'Iran ha uno dei soli quattro ospedali ebraici nel mondo. L'ospedale ha ricevuto donazioni da alti funzionari iraniani, tra cui il presidente Ahmadinejad.
Gli ebrei sono arruolati nell'esercito come tutti i cittadini iraniani. Molti ebrei iraniani hanno combattuto durante la guerra Iran-Iraq come soldati. Circa 15 di loro sono stati uccisi. È stato riferito che gli ebrei in Iran sono orgogliosi delle loro condizioni. Per questo motivo, essi non si sono stabiliti in Israele, nonostante siano incoraggiati da alcuni gruppi.
Secondo uno studio condotto dal Dipartimento di Stato degli Stati Uniti d'America:
"
L'Associazione degli ebrei di Teheran ha dichiarato che: "Noi ebrei iraniani condanniamo le rivendicazioni del Dipartimento di Stato americano sulle minoranze religiose iraniane, noi siamo completamente liberi di viaggiare e di svolgere i nostri doveri religiosi e non subiamo alcuna restrizione."